# Волончунас, Виктор Владимирович
Ви́ктор Влади́мирович Волончу́нас (род. 19 июня 1949, Орлово, Ярославская область) — советский и российский политик, глава администрации Ярославля с 18 декабря 1991 по 1995 год, мэр Ярославля с 1995 по 11 апреля 2012 года, депутат Ярославской областной думы. 

## Биография
Родился 19 июня 1949 года в деревне Орлово Ярославского района Ярославской области. Окончил ГПТУ № 18 в Ярославле по специальности «регулировщик и монтажник радиоаппаратуры». В 1967 году работал регулировщиком радиоаппаратуры. В 1968—1970 годах проходил срочную военную службу. Работал в 1970 году монтажником радиоаппаратуры на Ярославском радиозаводе, затем в 1970—1974 годах мастером производственного обучения в том же ГПТУ-18; с 1974 года — мастером и старшим прорабом строительного управления № 5 треста «Ярнефтехимстрой»; в 1976 году — регулировщиком радиоаппаратуры Ярославского радиозавода. В 1976 году окончил Ярославский политехнический институт по специальности «промышленное и гражданское строительство».
С 1977 года был на партийной работе — сначала инструктор, затем заведующий в промышленно-транспортном отделе Красноперекопского райкома КПСС Ярославля, инструктор отдела строительства обкома КПСС. В 1983 году избран вторым секретарём, в 1987 году первым секретарём Фрунзенского райкома КПСС Ярославля. Параллельно продолжал образование в Высшей партийной школе.
В 1988 году избран первым заместителем председателя, а в 1989 году — председателем исполкома Ярославского городского Совета народных депутатов.
18 декабря 1991 года указом Президента РСФСР назначен главой администрации города Ярославля. В 1994 году избран депутатом Государственной Думы Ярославской области первого созыва.
В 1995 году избран мэром Ярославля. В 1996 году избран депутатом Государственной Думы Ярославской области второго созыва. В 1997 году без отрыва от работы закончил Всероссийский заочный финансово-экономический институт по специальности «финансы и кредит». В 1998 году стал членом Политсовета ярославского регионального отделения «Отечества» и был избран делегатом Учредительного Съезда этой общероссийской политической общественной организации. Весной 1999 года на учредительной конференции единогласно избран председателем городского общественно-политического движения «Ярославль-2000».
В 1999 году переизбран на должность мэра Ярославля на третий срок. В 2000 году избран депутатом Государственной Думы Ярославской области третьего созыва. С 2001 года возглавляет областной Координационный Совет сторонников партии «Единая Россия» и входит в состав национальной делегации РФ в Конгрессе местных и региональных властей при Совете Европы.
В 2003 и 2008 гг. переизбран мэром Ярославля на очередной 4-летний срок, во втором случае — при поддержке 72 % избирателей.
Президент Союза городов Центра и Северо-Запада России, член правления Конгресса муниципальных образований России.
4 июля назначен советником губернатора Ярославской области.
13 октября 2012 года был избран депутатом муниципалитета Ярославля.
8 сентября 2013 года избран депутатом Ярославской областной Думы шестого созыва по единому общеобластному избирательному округу по списку политической партии «Единая Россия». Работает депутатом на профессиональной постоянной основе и является заместителем председателя Ярославской областной Думы шестого созыва. В сентябре 2018 года повторно избран депутатом Ярославской областной думы. В Думе седьмого созыва вновь занял пост заместителя председателя.

## Уголовное дело
В декабре 2008 года на своём Nissan Pathfinder сбил насмерть 57-летнего Александра Смолкова, имевшего 10 детей, после чего оказался госпитализирован с подозрением на инфаркт. Возбуждённое по факту ДТП уголовное дело было прекращено в январе 2009 в связи с отсутствием состава преступления, семье погибшего была выплачена компенсация.

## Личная жизнь
Женат, имеет сына, дочь и внуков. Сын занимал пост главного инженера в контролируемом городскими властями «Ярославльводоканале». Является депутатом муниципалитета Ярославля и работает генеральным директором контролируемого мэрией Ярославля АО «Ярославльзаказчик».

## Награды
Награждён медалью «За воинскую доблесть. В ознаменование 100-летия со дня рождения В. И. Ленина».
Награждён государственными орденами Почёта и «За заслуги перед Отечеством» IV степени, нагрудным знаком «Отличнику здравоохранения» (2002), церковным орденом Русской Православной церкви преподобного Сергия Радонежского (2003), нагрудным знаком «Почетный автотранспортник», Юбилейным знаком «За подготовку к 1000-летию города Ярославля» (2010), несколькими медалями. Заслуженный строитель Российской Федерации (1998). Почётный гражданин города Ярославля (2000).
В 2006 году стал лауреатом национальной премии «Россиянин года» — за личный вклад в становление экономической самостоятельности и привлекательности российских регионов.
5 мая 2012 года награждён почётным знаком Минспорттуризма России «За заслуги в развитии физической культуры и спорта» — за заслуги в развитии физической культуры и спорта и многолетний плодотворный труд.
Удостоен золотого знака Российской муниципальной академии с формулировкой «За большой личный вклад в становлении и развитие муниципальных образований и местного самоуправления в России». Отмечен знаком-орденом «За заслуги в развитии туризма в России» решением Совета по общественным наградам в индустрии туризма и гостеприимства.